# Байконыс (Акмолинская область)
Байконыс (каз. Байқоныс, до 2019 г. — Степногорское) — село в Степногорской городской администрации (до 2013 года — в Аккольском районе) Акмолинской области Казахстана. Административный центр Богенбайского сельского округа. Код КАТО — 111847100.

## География
Село расположено в 46 км на юго-восток от центра городской администрации города Степногорск, в 247 км на юго-восток от областного центра города Кокшетау. Близ села проходит автодорога P-6.

### Улицы
- ул. Атамекен,
- ул. Бейбитшилик,
- ул. Достык,
- ул. Жана омир,
- ул. Желтоксан,
- ул. Женис,
- ул. Сары-арка,
- ул. Ыбырая Алтынсарина.

## История[4]
В 1964 году на территории Целиноградской области Ерментауского района создаётся совхоз «Целиногорский» как отделение совхоза «Минский». В 1965 году он переименовывается в совхоз «Степногорский» и становится самостоятельным хозяйством. Первым директором совхоза являлся Ноженко Иван Пантелеевич.
В 1966 году была открыта сельская библиотека. 
В 1972 была построена новая школа, в 1973 детский сад. Также был введен в эксплуатацию водопровод с центральной фильтровальной станцией.
В 1990 году был построен Дом культуры.
До 1993 года административно был в составе Селетинского района, в 1993-2013 в Аккольском районе, с 2013 - в составе городской администрации Степногорска.

## Объекты
На территории села функционирует ТОО «Акбай Мермухан».

## Население
В 1989 году население села составляло 1627 человек (из них русских 42%).
В 1999 году население села составляло 990 человек (478 мужчин и 512 женщин). По данным переписи 2009 года, в селе проживало 476 человек (242 мужчины и 234 женщины).
| Численность населения | Численность населения | Численность населения |
| 1989                  | 1999                  | 2009                  |
| --------------------- | --------------------- | --------------------- |
| 1627                  | ↘990                  | ↘476                  |